# Gogaddihal, Shorapur
Gogaddihal là một làng thuộc tehsil Shorapur, huyện Gulbarga, bang Karnataka, Ấn Độ.